# Jabhat Ansar al-Din
Jabhat Ansar al-Din (ou Harakat Sham al-Islam, em árabe: حركة شام الإسلام , que significa "Movimento Islâmico do Levante") é um grupo jihadista composta principalmente marroquinos que tem sido ativa durante a guerra civil síria. O grupo anunciou em 25 de julho de 2014 que se tornou parte da Frente de defensores da Religião. Foi designado como uma organização terrorista pelo Departamento de Estado dos EUA em 24 de setembro de 2014.
O grupo foi fundado em agosto de 2013 por três detentos marroquinos que haviam sido liberados do campo de detenção da Base Naval da Baía de Guantánamo de Guantanamo, Ibrahim bin Shakran, Ahmed Mizouz e Mohammed Alami. O grupo teve destaque na ofensiva de Latáquia e Alepo. O líder do grupo, Shakran, foi morto em uma batalha com as forças governamentais sírias em Abril de 2014. juntamente com o comandante militar do grupo, Abu Safiya Al-Masri.